# Козмериці
Козмериці (словен. Kozmerice) — поселення в общині Толмин, Регіон Горишка, Словенія. Висота над рівнем моря: 241,7 м. Розміщене на правому березі річки Соча.